# Pa Socheatvong
Pa Socheatvong (tiếng Khmer: ប៉ា សុជាតិវង្ស [paː sociətʋɔŋ]; sinh ngày 1 tháng 7 năm 1957) là chính khách Campuchia, từng giữ chức Đô trưởng Phnôm Pênh từ năm 2013 đến năm 2017. Việc bổ nhiệm ông được Quốc vương Norodom Sihamoni xác nhận vào ngày 14 tháng 4 năm 2013.